# Magic (B.o.B)
Magic is een single van de Amerikaanse rapper B.o.B met de eveneens Amerikaanse zanger Rivers Cuomo uit 2010. Het stond in hetzelfde jaar als negende track op het album The Adventures Of Bobby Ray.

## Achtergrond
Magic is geschreven door Rivers Cuomo, Lukasz Gottwald en Bobby Simmons Jr. en geproduceerd door Dr. Luke. Het nummer kwam uit in een succesvolle periode van B.o.B, waarin Nothin' On You en Airplanes hoog in hitlijsten waren gekomen. Voor Cuomo was het de tweede single die hij niet zingt als onderdeel van Weezer, na Stupid Girl in 2003. Het nummer behaalde niet de successen van de eerdere singles van B.o.B, maar kwam toch in een aantal landen in de hitlijsten terecht. De hoogste positie werd behaald in Australië, waar het tot de vijfde plek kwam. Het stond ook in de top tien van de Nieuw-Zeelandse hitlijst, de Nederlandse Top 40 en de Billboard Hot 100. In de andere hitlijst van Nederland, de Single Top 100, kwam het tot een bescheiden 29e positie. In België kwam het enkel tot de dertigste plaats van de Ultratip-lijst van Vlaanderen.